# Thijmen Nijhuis
Thijmen Joel Sander Nijhuis (Wierden, 25 juli 1998) is een Nederlands voetballer die als doelman uitkomt.

## Clubcarrière

### FC Utrecht
Nijhuis speelde in de jeugd van IJFC en USV Elinkwijk, waarna hij in 2009 de overstap maakte naar de FC Utrecht Academie, de jeugdopleiding van FC Utrecht. Op 30 januari 2015 tekende hij op zestien jarige leeftijd zijn eerste profcontract.
Op 9 november 2015 zat Nijhuis voor het eerste bij de selectie van Jong FC Utrecht, waarvoor hij op 11 april 2016 zijn debuut maakte tegen Jong De Graafschap. Dat seizoen werd Jong FC Utrecht kampioen van de Beloften Eredivise, waardoor het door herinrichting van het Nederlandse voetbalsysteem vanaf het seizoen 2016/17 in de Eerste divise uit kon gaan komen. Zo maakte Nijhuis op 5 augustus 2016 zijn debuut op het een na hoogste niveau van het Nederlandse voetbal. In de tussentijd zat Nijhuis wel al meerdere malen bij de selectie van het eerste elftal, maar tot een officieel debuut kwam het nog niet.
Het seizoen 2020/21 was voor FC Utrecht een seizoen waarin veel keepers het doel verdedigden. Zo speelde Maarten Paes de eerste wedstrijden van het seizoen, maar verkoos trainer John van der Brom vanaf 18 november 2020 in de wedstrijd tegen FC Groningen (0–0) Nijhuis als eerste keeper. Na het vertrek van John van der Brom stond Maarten Paes weer enkele wedstrijden onder de lat. Uiteindelijk speelde doelman Eric Oelschlägel nog de meeste wedstrijden dat seizoen. Nijhuis moest genoegen nemen met een rol als wisselspeler en maakte zijn minuten in Jong FC Utrecht.

#### Verhuur aan MVV Maastricht
In juli 2021 verhuurde FC Utrecht Nijhuis voor een seizoen aan MVV Maastricht, waarvoor hij op 9 augustus 2021 zijn eerste wedstrijd speelde. Deze uitwedstrijd werd nota bene met 0–1 gewonnen van Jong FC Utrecht. Nijhuis was daarbij eenmalig aanvoerder. Op 26 oktober verloor hij zijn basisplaats aan Romain Matthys.

#### Terugkeer bij FC Utrecht
Op basis van het gebrek aan speelminuten bij MVV Maastricht had FC Utrecht besloten Nijhuis in de winterstop van seizoen 2021/22 terug te halen en hem weer aan te laten sluiten bij Jong FC Utrecht. Bovendien vertrok Maarten Paes in diezelfde tijd naar FC Dallas, waardoor een extra reservekeeper voor het eerste elftal geen overbodige luxe was. Zo zat hij in negen van de resterende zestien wedstrijden van dat seizoen bij de selectie van FC Utrecht, waar hij Fabian de Keijzer (raakte uitiendelijk geblesseerd in mei 2022) en Eric Oelschlägel voor zich had. In het opvolgende seizoen werden keepers als Vasilios Barkas en Calvin Raatsie aangetrokken. In de zomer van 2023 verliep Nijhuis zijn contract bij de club uit de Domstad.

### Vitesse
In september 2023 werd duidelijk dat Nijhuis tijdelijk op proef bij Vitesse aansloot. De club was op dat moment op zoek naar een derde doelman.

### FC Utrecht
Begin 2024 keerde Nijhuis terug bij FC Utrecht, waar hij aansloot het eerste elftal van de club. De Utrechtse club verhuurde in dezelfde transferperiode Calvin Raatsie aan Roda JC Kerkrade en zag Kevin Gadellaa uitvallen door een operatie.

### HJK Helsinki
In juli 2024 tekende Nijhuis voor 1,5 jaar bij HJK Helsinki.

## Clubstatistieken

### Beloften
| Seizoen                       | Club            | Competitie          | Competitie | Competitie | Overig | Overig | Totaal | Totaal |
| Seizoen                       | Club            | Competitie          | Wed.       | Dlp.       | Wed.   | Dlp.   | Wed.   | Dlp.   |
| ----------------------------- | --------------- | ------------------- | ---------- | ---------- | ------ | ------ | ------ | ------ |
| 2015/16                       | Jong FC Utrecht | Beloften Eredivisie | 4          | 0          | 0      | 0      | 4      | 0      |
| 2016/17                       | Jong FC Utrecht | Eerste divisie      | 16         | 0          | 0      | 0      | 16     | 0      |
| 2017/18                       | Jong FC Utrecht | Eerste divisie      | 22         | 0          | 0      | 0      | 22     | 0      |
| 2018/19                       | Jong FC Utrecht | Eerste divisie      | 24         | 0          | 0      | 0      | 24     | 0      |
| 2019/20                       | Jong FC Utrecht | Eerste divisie      | 2          | 0          | 0      | 0      | 2      | 0      |
| 2020/21                       | Jong FC Utrecht | Eerste divisie      | 13         | 0          | 0      | 0      | 13     | 0      |
| 2021/22                       | Jong FC Utrecht | Eerste divisie      | 10         | 0          | 0      | 0      | 10     | 0      |
| 2022/23                       | Jong FC Utrecht | Eerste divisie      | 6          | 0          | 0      | 0      | 6      | 0      |
| Carrière totaal               | Carrière totaal | Carrière totaal     | 97         | 0          | 0      | 0      | 97     | 0      |
| Bijgewerkt op 20 januari 2024 |                 |                     |            |            |        |        |        |        |

### Senioren
| Seizoen                       | Club             | Competitie      | Competitie | Competitie | Beker | Beker | Europees | Europees | Overig | Overig | Totaal | Totaal |
| Seizoen                       | Club             | Competitie      | Wed.       | Dlp.       | Wed.  | Dlp.  | Wed.     | Dlp.     | Wed.   | Dlp.   | Wed.   | Dlp.   |
| ----------------------------- | ---------------- | --------------- | ---------- | ---------- | ----- | ----- | -------- | -------- | ------ | ------ | ------ | ------ |
| 2015/16                       | FC Utrecht       | Eredivisie      | 0          | 0          | 0     | 0     | –        | –        | 0      | 0      | 0      | 0      |
| 2016/17                       | FC Utrecht       | Eredivisie      | 0          | 0          | 0     | 0     | –        | –        | –      | –      | 0      | 0      |
| 2017/18                       | FC Utrecht       | Eredivisie      | –          | –          | –     | –     | –        | –        | 0      | 0      | –      | –      |
| 2018/19                       | FC Utrecht       | Eredivisie      | 0          | 0          | 0     | 0     | –        | –        | 0      | 0      | 0      | 0      |
| 2019/20                       | FC Utrecht       | Eredivisie      | 0          | 0          | 0     | 0     | –        | –        | 0      | 0      | 0      | 0      |
| 2020/21                       | FC Utrecht       | Eredivisie      | 3          | 0          | 1     | 0     | –        | –        | 0      | 0      | 4      | 0      |
| 2021/22                       | → MVV Maastricht | Eerste divisie  | 12         | 0          | 1     | 0     | –        | –        | 0      | 0      | 13     | 0      |
| 2021/22                       | FC Utrecht       | Eredivisie      | 0          | 0          | 0     | 0     | –        | –        | 0      | 0      | 0      | 0      |
| 2022/23                       | FC Utrecht       | Eredivisie      | 0          | 0          | 0     | 0     | –        | –        | 0      | 0      | 0      | 0      |
| 2023/24                       | FC Utrecht       | Eredivisie      | 0          | 0          | 0     | 0     | –        | –        | 0      | 0      | 0      | 0      |
| Carrière totaal               | Carrière totaal  | Carrière totaal | 15         | 0          | 2     | 0     | 0        | 0        | 0      | 0      | 17     | 0      |
| Bijgewerkt op 3 februari 2024 |                  |                 |            |            |       |       |          |          |        |        |        |        |

## Interlandcarrière
Nijhuis vertegenwoordigde verschillende Nederlandse jeugdelftallen. Zo werd hij opgeroepen voor Nederland onder 16 (drie keer basisspeler, twee keer bij de selectie), Nederland onder 17 (één keer basisspeler, één keer invaller en vijf keer bij de selectie), Nederland onder 18 (drie keer basisspeler, één keer invaller en één keer bij de selectie), Nederland onder 19 (één keer basisspeler en drie keer bij de selectie), Nederland onder 20 (één keer basisspeler en drie keer bij de selectie) en Nederland onder 21 (nul keer basisspeler en zes keer bij de selectie). Doordat hij naast zijn optredens ook geregeld als wisselspeler bij de selectie zat, maakte Nijhuis het EK 2015 onder 17 mee.